# NR出版会
NR出版会（NRしゅっぱんかい）は、1969年に発足した日本の出版社団体。当時、社歴が浅く規模も小さな出版社が「反骨・反体制・反権力」を掲げて集まった。NR はNon sect Radical（ノンセクト・ラジカル） の頭文字とされているが、正確な資料は伝わっていない。共同して販売促進を行い、書店でのフェアも行う。また、PR誌として「NR出版会新刊重版情報」を発行している。

## 概要
1969年8月、「社歴5年以下で社員10名以下」である小出版社9社が集まり、前身となるNRの会が発足した。フランス五月革命 (フランス)や全共闘といった時代の精神を反映して、「反骨・反体制・反権力」を合言葉にした独立不羈の組織であった。
1970年代を通して、公害問題やウーマンリブ、エコロジー思想、人権といった社会課題と向き合う書籍を、大手出版社に先駆けて送り出した。
1976年、組織変更をして協同組合に移行。NR出版共同組合として法人化した。これにより業務協力で会員社の経営の効率化を図った。
1978年にはNRの会を中心に、再販制度廃止問題のために出版流通対策協議会が設立された。初期の幹事は凱風社の新田準が務めた。
1980年代には「われら地球派・1983年エコロジスト宣言」と題する書籍フェアを行い、その後主要書店に向けて、環境問題の棚（コーナーを）を設置するよう働きかけた。
1996年、各社の経営状態や活動の模索などで足並みがそろわなくなったことを理由に法人を解散。NR出版会として出版団体に再度衣替えとなった。
2009年、Googleが商業利用を目的に書籍の全ページを無断スキャニングした際、反対行動を起こした。

## 会員社

### 正会員
- 亜紀書房
- インパクト出版会（1996年 - ）
- 現代人文社（2008年 - ）
- 新泉社
- 柘植書房新社
- 風媒社
- 世織書房

以上、2024年時点で7社。

### 会友
- えにし書房
- 共和国

以上、2017年時点。

### 過去の会員社
- 技術と人間（1982年 - ）
- 合同出版
- 田畑書店
- 創樹社
- 第三書館（1983年 - ）
- 七つ森書館（2004年 - ）※2019年、営業停止。
- 論創社（2004年4月 - ）
- 凱風社（2005年 - ）※2017年、廃業[4]。
- 雲母書房
- 三元社
- 社会評論社
- 新幹社（1998年[1] - ）
- 同時代社
- 日本経済評論社

## 事務局
- 〒113-0033 東京都文京区本郷2-5-11 服部ビル